# Biographies des miliciens figurant dans La Ronde de nuit de Rembrandt

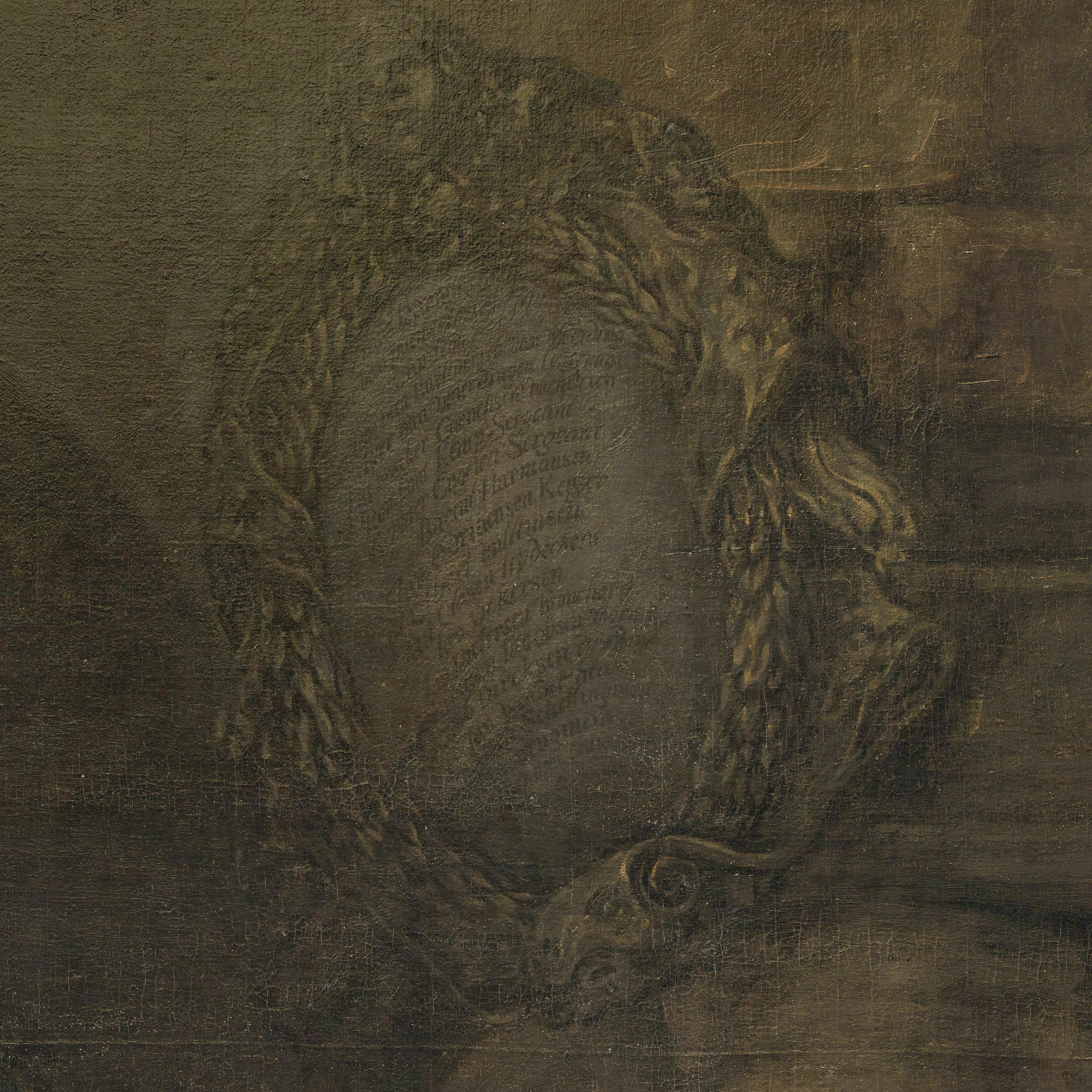
La Ronde de nuit, détail avec les noms des 16 clients payants (contraste rehaussé numériquement).

Les biographies des miliciens figurant dans La Ronde nuit de Rembrandt sont les biographies des membres connus des mousquetaires du district II d'Amsterdam qui sont représentés par Rembrandt dans son tableau La Ronde de nuit. 
Jusqu'au début du XXIe siècle, seules quelques-unes des personnes mentionnées pouvaient être rapprochées de leur représentation dans le tableau. En 2009, l'historien Bas Dudok van Heel est le premier à publier le lien entre toutes les personnes mentionnées sur le cartouche et leur représentation, ainsi que le nom correct du tambour, qui était employé par la milice et qui est l'un des rares à ne pas avoir payé, mais est quand même représenté. 
La liste des personnes identifiées est proposée dans l'ordre dans lequel elles sont représentées dans le tableau de gauche à droite, sans égard aux grades militaires et à l'ordre alphabétique des noms.

## Jan Brughman

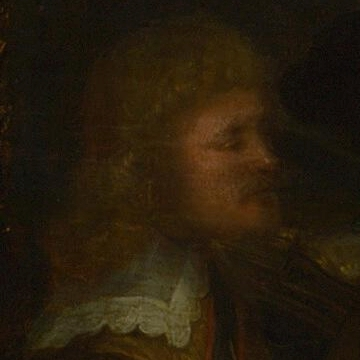
Jan Brughman.

Jan Brughman est baptisé le 6 juillet 1614 dans l'Oude Kerk. Il est le fils du marchand de tissus Jan Pietersz. Brughman (1582-1622) et de sa femme Marritje Adriaens Hardebol (1582 -v. 1639). La famille est parmi les plus riches du quartier. Son grand-père Pieter Jansz. a acheté la maison au Nieuwe Brugsteeg 135 à son grand-père Walling Schellingwous en 1591 où il y a créé une entreprise de tissu et a accroché un tissu vert devant la maison comme enseigne de l'entreprise. Dans les années qui suivent, Pieter Jansz. est appelé Groenlaken ; le nom alternatif Brughman, peut-être dérivé du Brugsteeg, entre en usage au milieu du XVIIe siècle. Le père continue à se faire appeler Jan Pietersz. Groenlaken et, après avoir repris le commerce de draps de son beau-père au Nieuwendijk 197, accroche l'enseigne aux deux feuilles vertes (Twee Groene Lakenen) devant la maison. Il occupe diverses fonctions : en 1609, 1613, 1618 et 1619, il est inspecteur des poids et mesures pour la guilde des marchands de draps et de 1620 à 1622, l'un des chefs de l'Oudezijds Huiszittenhuis sur le Prinsengracht. Depuis le début des années 1500, les huiszittenhäuser mises en place par la municipalité et parfois entretenues par l'église, servent à soutenir les pauvres qui ne sont pas sans abri (huiszitter). Elles sont gouvernées par des conseils de plusieurs chefs et fournissent une assistance aux personnes dans le besoin avec de la nourriture et de la tourbe pour le combustible domestique. De 1620 à 1621, Jan Pietersz. Brughman est lieutenant dans la compagnie d'arquebusiers, à laquelle appartiendra son fils vingt ans plus tard.
Jan Brughman est également marchand de tissus et reprend le commerce de ses parents après la mort de sa mère. Il se marie le 3 mars 1637 dans la Nieuwe Kerk d'Amsterdam avec Cecilia Boelen (1618–1650). Le couple a six enfants, dont cinq meurent très jeunes, et vit à Damrak 64, derrière la maison de leurs parents à Nieuwendijk 197. Avec l'héritage de ses parents, Jan Brughman peut acheter une maison de campagne à Beverwijk en 1640, dans laquelle il vit à partir de 1650, après la mort de sa femme et avoir pris sa retraite. Il décède le 1er septembre 1652 à Beverwijk.
Catharina Brughman (1611-1677), une de ses sœurs, et son mari Tieleman Roosterman (1597-1672) sont dépeints par Frans Hals en 1634. En 1989, dans le troisième volume de leur Corpus of Rembrandt Paintings, les membres du Rembrandt Research Project notent une ressemblance entre la copie de la Ronde de nuit de Jan Brughman  et le Portrait d'un homme tenant un chapeau peint par Rembrandt en 1639 ou 1640. Étant donné que l'homme représenté a environ quarante ans, il ne peut pas s'agir du beaucoup plus jeune Jan Brughman. Un de ses cousins est, après 1625, le propriétaire de Hendrick van Uylenburgh, le marchand d'art et partenaire commercial de Rembrandt et oncle de sa femme Saskia van Uylenburgh, dans l'actuelle Jodenbreestraat, à côté du musée de la maison de Rembrandt.

## Jacob Dirksz. de Roy

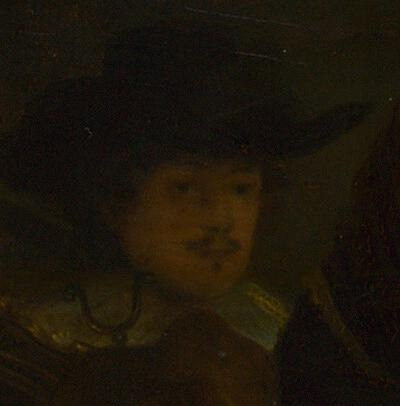
Jacob Dirksz. de Roy.

Jacob Dirksz. de Roy nait le 13 juin 1601 à Amsterdam. Ses parents sont l'importateur de bière protestant Dirck Jacobsz. (1574-1601) et son épouse catholique Mary Thomasdr. (1579-1601). Après la mort de ses deux parents de la peste, Jacob est élevé dans la foi catholique par les parents de sa mère. Il se marie le 18 janvier 1626 avec Maria Jan Bontendr. (1602–1667), la fille du marchand de draps établi de longue date et respecté, Jan Gerritsz. Bont (1565-1627), fondateur de l'aide sociale catholique pour les pauvres, initialement secrète. Le couple a six enfants, dont deux meurent jeunes. Il vit à Nieuwendijk 196. Jacob Dirksz. de Roy rejoint le commerce de draps de son beau-père, dont le père fut chef de la corporation des drapiers à plusieurs reprises entre 1572 et 1591. Il occupe plusieurs postes en tant que fervent catholique et marchand de tissus : de 1628 à 1654, il succède à son beau-père comme gouverneur de l'Office catholique romain d'aide sociale aux pauvres ; en 1639, 1642, 1645, 1648, 1650, 1655 et 1656, il est inspecteur des poids et mesures ; en 1640, 1643, 1646, 1647, 1649, 1654, 1657 et 1658, il est élu chef de la guilde des drapiers. Il prend une part active à la vie culturelle d'Amsterdam. En 1641-42 et 1651-52, il est gouverneur du Schouwburg van Van Campen, le premier théâtre construit à Amsterdam au Keizersgracht 384. Sa direction est majoritairement catholique. Il travaille avec le peintre Claes Cornelisz. Moeyaert (1591-1655) et le poète et écrivain Jan Vos. Il est inhumé à la Nieuwe Kerk en mars 1659 .

## Sergent Reijnier Jansz. Engelen

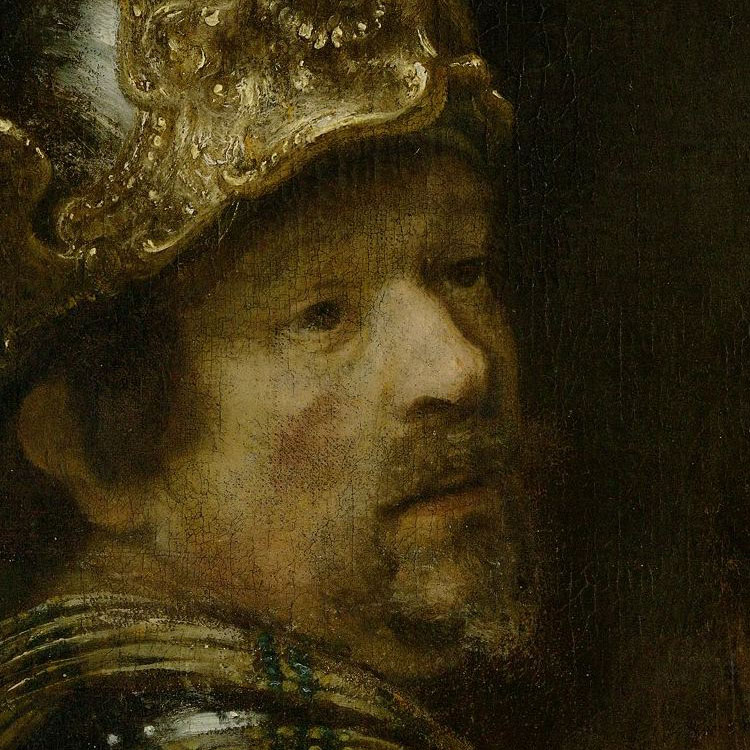
Reijnier Jansz. Engelen.

Reijnier Jansz. Engelen est baptisé le 19 janvier 1588 à la Nieuwe Kerk. Il est le fils du marchand de tissus Jan Engelsz. (1557-1621) et de sa femme Aeltje Reijers (* 1557). Entre 1607 et 1619, son père est nommé six fois inspecteur des poids et mesures et devient chef de la guilde des drapiers en 1615 et 1618. Reijnier se marie le 27 avril 1624 avec Willemken Wijnants (1603-après 1651) et vit avec elle dans une maison sur le Nieuwendijk. Sa fille unique épouse un chanoine à Utrecht. On ne sait pas grand-chose de Reijnier Jansz. Engelen. Contrairement à son père, il n'atteint pas une fonction supérieure dans la guilde des drapiers. En 1624, il est condamné à une amende pour avoir vendu des articles en tissu non autorisés. Cela a peut-être empêché son avancement dans la guilde. Il est promu sergent dans la Compagnie des arquebusiers du district II après Rombout Kemp avant 1640, probablement en raison de son ancienneté. Peu de temps après avoir été représenté dans La Ronde de nuit, il déménage au Londense Kaai sur le Singel, qui se trouve dans le district III. Il a dû être remplacé comme sergent dans le deuxième district. Il est inhumé dans la Nieuwe Kerk le 24 avril 1651.

## Jan Pietersz. Bronckhorst

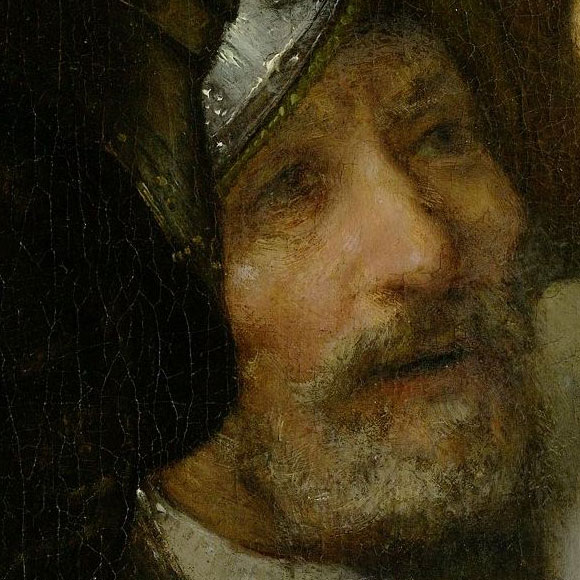
Jan Pietersz. Bronckhorst.

Jan Pietersz. Bronckhorst nait à Husum en 1587. Le 13 mai 1614, il épouse dans la Nieuwe Kerk Aeltje Huybrechts (1575-1655), la veuve du tondeur de draps et drapier Jan Simonsz. Schouten. Le mariage reste sans enfant, mais Aeltje a des enfants de son précédent mariage. Après la mort de leur père, leur tuteur est l'arquebusier Jan Brughman. Le grand-père de Jan Brughman, Pieter Jansz. Groenlaken est l'oncle d'Aeltje et son témoin lors de son premier mariage. Jan Pietersz. Bronckhorst travaille comme tondeur, fabricant et marchand de tissus. Le couple vit à Nieuwezijds Voorburgwal 94. Jan Pietersz. Bronckhorst décède vers le 17 août 1666 à Maarssen. Il est connu pour avoir témoigné devant le tribunal après la faillite de Rembrandt que lui et quinze autres arquebusiers du district II avaient payé un total de 1 600 florins pour leurs portraits dans la La Ronde de nuit.

## Herman Jacobsz. Wormskerck

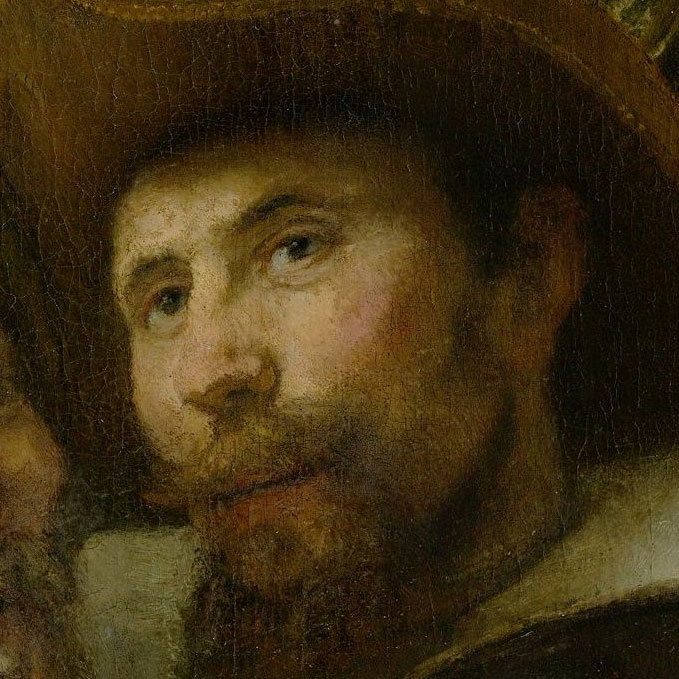
Herman Jacobsz. Wormskerck.

Herman Jacobsz. Wormskerck nait à Deventer en 1590. Le 2 août 1624, il épouse Judith Steenhuysen (1587-1666), la fille d'une famille patricienne d'Alkmaar, dans la Grande Église Saint-Laurent de Alkmaar. Le couple a un fils et vit à Nieuwendijk 201. Herman Jacobsz. Wormskerck est marchand de draps et devient en 1628 le chef de la guilde des drapiers. En 1630, il est diacre dans sa paroisse de l'Église réformée néerlandaise ; en 1642, 1645 et 1649, il occupe la charge d'ancien de sa paroisse. Wormskerck connait un énorme succès en tant que marchand de tissus et transmet son entreprise avec un prêt de 60 000 florins comme capital de démarrage à un neveu de sa femme. Il dirige l'entreprise avec Rombout Kemp, alors sergent de la compagnie des arquebusiers et chef de la guilde des drapiers. En janvier 1642, il achète une maison au Herengracht 166, dans laquelle lui et sa famille s'installent. Il meurt le 9 janvier 1653 et est inhumé le 15 janvier à la Nieuwe Kerk. Profondément religieux, il laisse plusieurs dotations à des institutions religieuses et une fondation d'études pour le clergé, qui soutient des jeunes hommes de bonnes familles de Deventer et d'Amsterdam. Wormskerck et sa femme laissent une fortune de plus de 370 000 florins.

## Elbert Willemsz. Swedenrijck

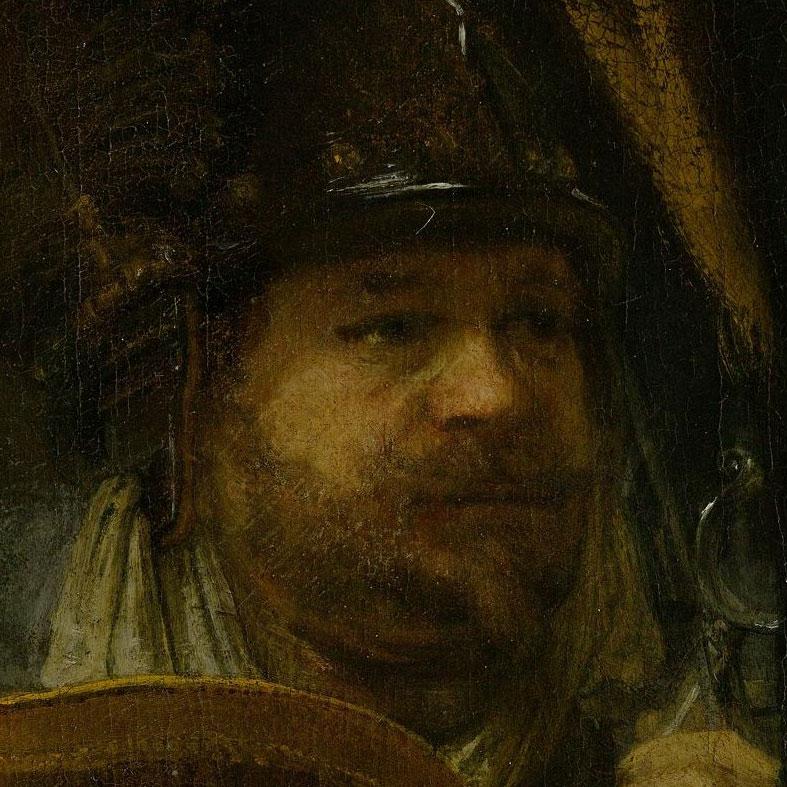
Elbert Willemsz. Swedenrijck.

Elbert Willemsz. Swedenrijck ou Elbert Willem Louwerijszsz. nait en 1589 dans la maison de son grand-père Albert Ghijsbertsz. au Nieuwendijk 196 ; il est le fils du marchand et poissonnier d'Anvers Guilliam Louwerijsz (1561-1629) et sa femme Truitje Elberts (* 1564). Il est baptisé catholique, mais ses frères et sœurs nés après 1591 sont protestants. Il devient marchand et poissonnier. Il se marie le 5 avril 1626 dans la Nieuwe Kerk avec Elisabeth Lenaerts (1607-1667) ; le couple vit sur la Nieuwendijk. Il est inhumé au Zuiderkerk (Amsterdam) le 4 novembre 1644 et laisse à ses enfants une entreprise d'une valeur de 90 000 florins. Ce n'est qu'après sa mort qu'il apparaît pour la première fois sous le nom d'Elbert Willemsz. Swedenrijck dans les registres. Son fils, le très riche Guilliam Swedenrijck (1633-1691) construit une somptueuse maison de ville dans le Gouden Bocht, à Herengracht 462, en 1672, qui existe encore aujourd'hui sous le nom de Sweedenrijk.

## Jan Aertsz. van der Heede

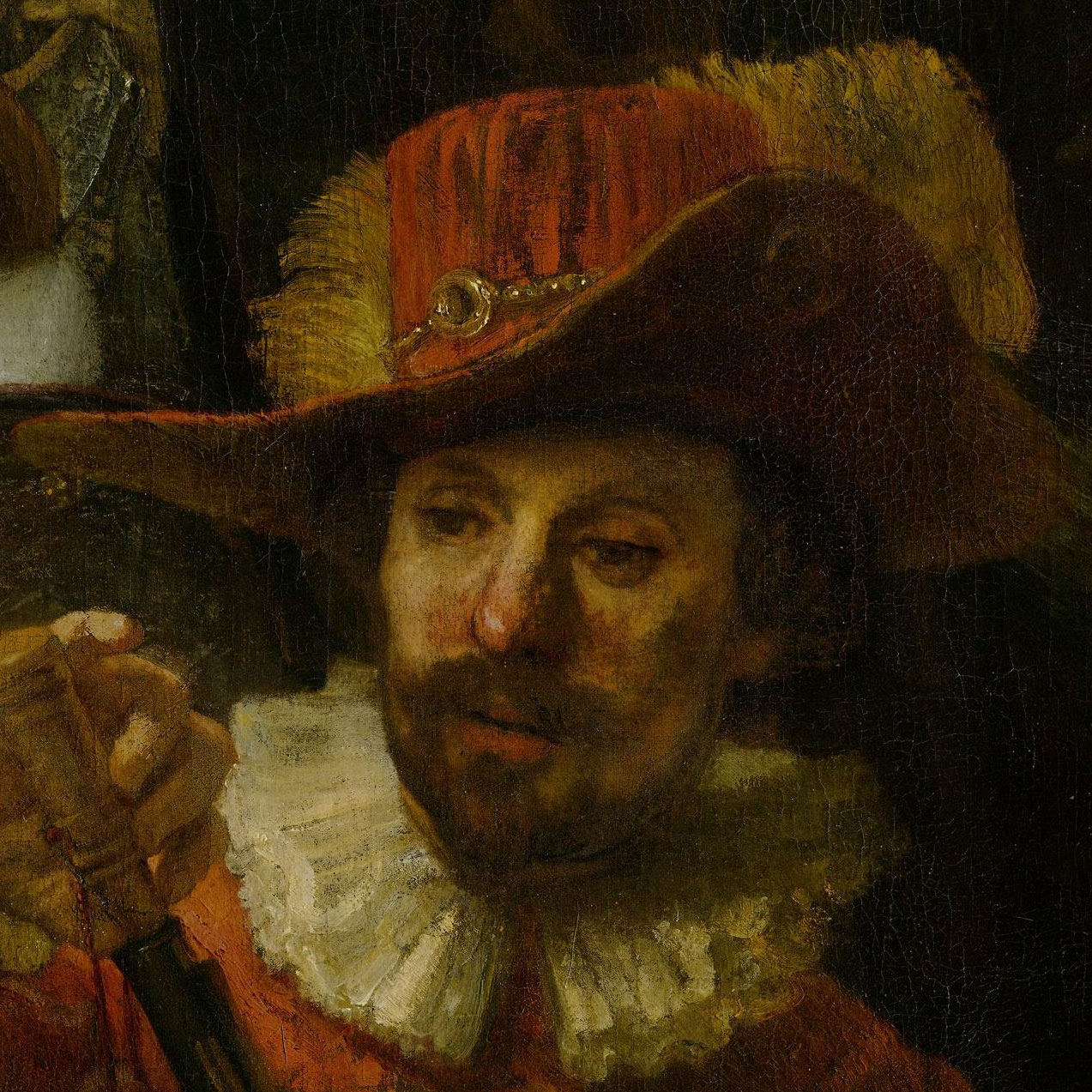
Jan Aertsz. van der Heede.

Jan Aertsz. van der Heede nait à Driebruggen en 1610. Il est le fils d'Aert Hugensz., dont il est documenté qu'il est vogt de la seigneurie Lange Ruige Weide de Driebruggen de 1592 à 1621, et de sa femme Margaretha Amels van der Heede. Remonstrant, Jan Aertsz. van der Heede s'installe à Amsterdam dans les années 1630, où certains de ses proches vivent comme marchands et épiciers. Il s'associe avec le marchand Gijsbert Lambertsz avec qui il signe un contrat de huit ans pour créer et gérer une entreprise et une maison communes à partir du 1er mai 1635. La maison de Damrak 84 appartenait au grand-père du mousquetaire Jan Ockersen. Après huit ans, les deux partenaires décident de gérer leurs entreprises séparément ; van der Heede s'installe à Damrak 71. Il se marie le 19 juillet 1643 à Rotterdam avec Anna van Hoorn (1619–1666). Le couple a cinq enfants, dont trois meurent jeunes. Sa maison se trouve dans la partie du district II qui devient le district XXI lorsque les districts sont réorganisés en 1650. Il y devient sergent de la compagnie des arquebusiers. Jan Aertsz. van der Heede est inhumé à l'Oude Kerk le 11 mai 1655. Anna van Hoorn se remarie en 1665 avec Arnout Hellemans Hooft (1629–1680).

## Jan Cornelisz. Visscher

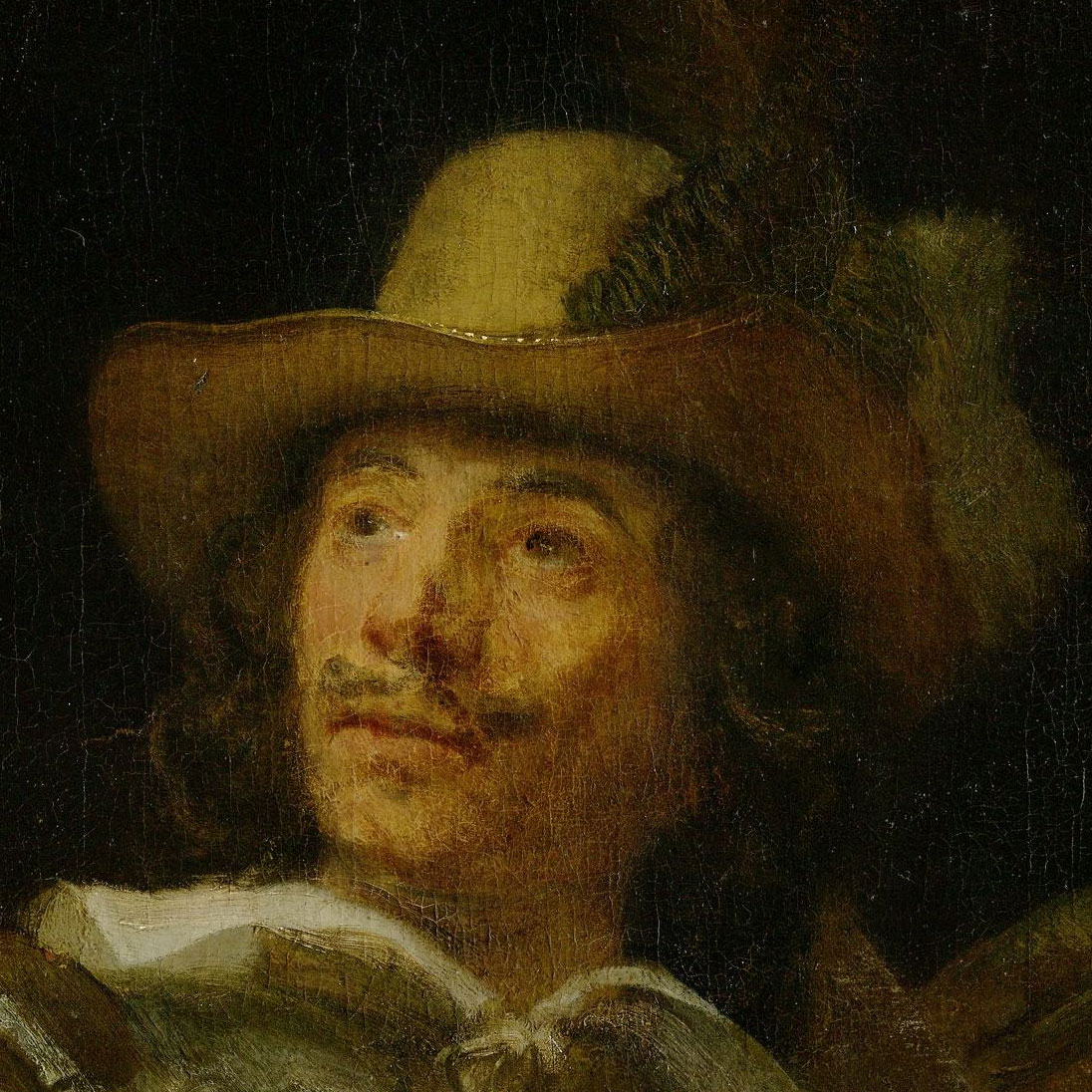
Jan Cornelisz. Visscher.

L'enseigne Jan Cornelisz. Visscher (ou Jan Visscher Cornelisen) est baptisé le 22 juin 1610 à la Nieuwe Kerk d'Amsterdam. Il est le fils du marchand Cornelis Jansz. Visscher (1584-1610/1614) et de sa femme Hillegont Jans (1584-1654). Jan grandit dans la maison familiale de Nieuwezijds Achterburgwal, aujourd'hui Spuistraat 125. Après la mort très précoce de son père, enfant unique, il est élevé dans la maison de sa grand-mère Jannetje Cornelis (1554-1641) et de sa mère. Sa grand-mère est apparentée aux familles patriciennes Bicker, Boelens Loen et De Graeff ; Visscher est peut-être un protégé d'Andries Bickers. Comme ses ancêtres, il est marchand et fait du commerce avec les anciennes régions de la Ligue hanséatique autour de la mer Baltique. Il devient enseigne des arquebusiers du district II à la fin de l'été ou à l'automne 1637, succédant à un prédécesseur décédé après seulement quelques mois de service. Célibataire aisé, il répond aux exigences posées à une enseigne ; en raison de sa jeunesse, de sa beauté et de sa fonction, il devient la figure de proue de la compagnie. Jan Cornelisz. Visscher est un homme passionné d'art, très instruit, avec une vaste bibliothèque et plus de cinquante peintures dans sa maison..
Jan Cornelisz. Visscher reste célibataire toute sa vie. Il est inhumé à l'Oude Kerk le 29 juillet 1650. L'inhumation a probablement lieu dans une tombe de la famille Bicker. La mère de Visscher, Hillegont Jans, désigne Andries Bicker, sa femme et leurs deux fils comme héritiers dans un testament rédigé après la mort de son fils. Peu après la mort de Visscher, le poète Jan Vos publie le poème suivant :
« Den E. Heer Jan de Visscher, Vaandraager van de Burgery t'Amsterdam
Dus ziet men Visscher, die het vaandel heeft gezweit:
Maar toen het woeste heir de Stadt aan 't Y deedt vreezen,
Heeft hy van spyt zyn vaân en leeven afgeleit.
Zoo toont de jongling zich van Bikkers bloedt te weezen:
Dien Bikker, die zyn Staat, tot heil van 't volk, verliet.
Een vrye ziel gedoogt niet dan een vry gebiedt. »
« L’honorable Jan de Visscher, porte-drapeau des tireurs citoyens d’Amsterdam
Ainsi nous voyons Visscher, qui a brandi le drapeau :
Mais quand l’armée sauvage a menacé la ville à l'IJ,
Il donna tristement le drapeau et la vie.
Ainsi le jeune homme s’est avéré être du sang de Bicke:
Quand Bicker a quitté la ville pour le bien du peuple.
Une âme libre ne peut vivre que dans un endroit libre. »
Le poème ne reflète pas fidèlement les événements historiques. Les troupes de Guillaume II d'Orange-Nassau devaient attaquer par surprise Amsterdam le 29 juillet 1650, le jour des funérailles de Jan Cornelisz. Visscher. Les assaillants se sont perdus suite un violent orage et n'ont rejoint que le 30 juillet les portes de la ville désormais fortement sécurisées. Au lieu d'un affrontement militaire, des négociations s'ensuivirent. Ce faisant, Cornelis de Graeff réussit à persuader Andries Bicker et son frère Cornelis Bicker de se retirer du gouvernement de la ville et d'éviter ainsi à Amsterdam d'être assiégée ou prise d'assaut. De Graeff devint régent d'Amsterdam et put également faire élire son beau-frère Frans Banninck Cocq maire.

## Claes van Cruijsbergen

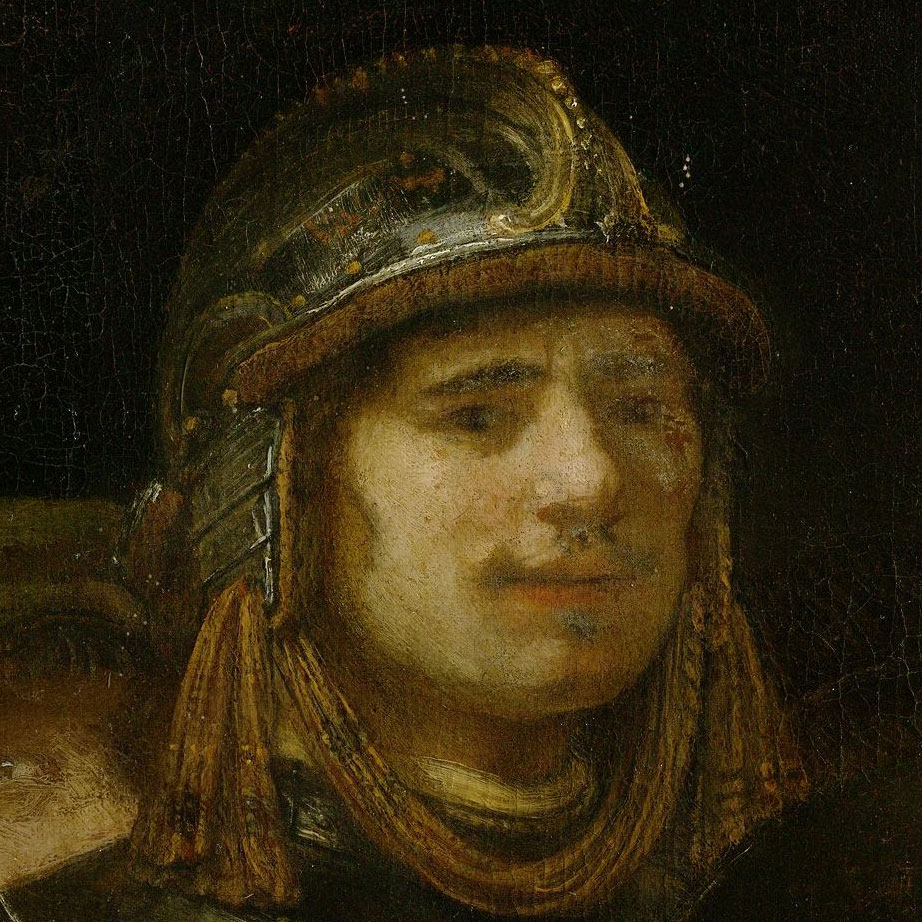
Claes van Cruijsbergen.

Claes van Cruijsbergen est baptisé le 26 février 1613 à la Nieuwe Kerk. Il est le fils de Frans Jacobsz. van Cruysbergen (1581-1640) et d'Aeltje Jacobs dr. Hoyngh (1582-après 1641). Son père est marchand à Amsterdam et sacristain de la Nieuwe Kerk en 1609. En 1619, il est documenté comme brasseur dans une auberge de Weesp, où il travaille également comme collecteur d'impôts et de droits, et où il meurt en 1640. Deux de ses grands-pères sont régents d'Amsterdam : Jacob Fransz. Oetgens († 1595) et Jacob Gerritsz. Hoyngh (1555-1625), qui est capitaine du district III de 1589 à 1625. Lorsque Hoyngh est nommé maire par Maurice de Nassau en 1618, il aurait dû démissionner de la milice, mais il reste en poste. Son petit-fils Claes van Cruijsbergen reste célibataire et travaille à Amsterdam en tant que marchand et négociant. Son commerce de 1639 à 1645 est documenté sur le Damrak. En 1650, il semble avoir abandonné son commerce et habite une maison en location au Singel 62. Il a gravi les échelons de la milice et devient écoutète le 5 février 1651. À ce titre, il  témoigne en 1659 que Rembrandt a été payé un total de 1 600 florins par les arquebusiers représentés dans La Ronde de nuit. Il est inhumé dans la chapelle des archers de l'Oude Kerk le 16 mai 1663 .

## Capitaine Frans Banninck Cocq
Frans Banninck Cocq, Heer de Purmerland et Ilpendam (Iure uxoris, à partir de 1631, soit « par droit de sa femme ») occupe des fonctions publiques à Amsterdam de 1634 jusqu'à sa mort en 1655, les dernières années tant que bourgmestre régent. Il est d'abord officier des mousquetaires d'Amsterdam en 1635 en tant que lieutenant dans le district I. Vers 1639, il devient capitaine dans le district II et, de 1646 jusqu'à son élection à la mairie en 1650, il est colonel dans la milice. De 1648 à 1654, en tant que gouverneur du Handboogdoelen, le quartier général des arquebusiers, Banninck Cocq est membre de l'organe directeur de quatre hommes chargé de l'administration de la guilde des arquebusiers et de ses biens mobiliers et immobiliers. En 1648, il est reçu chevalier de l'Ordre de Saint-Michel .

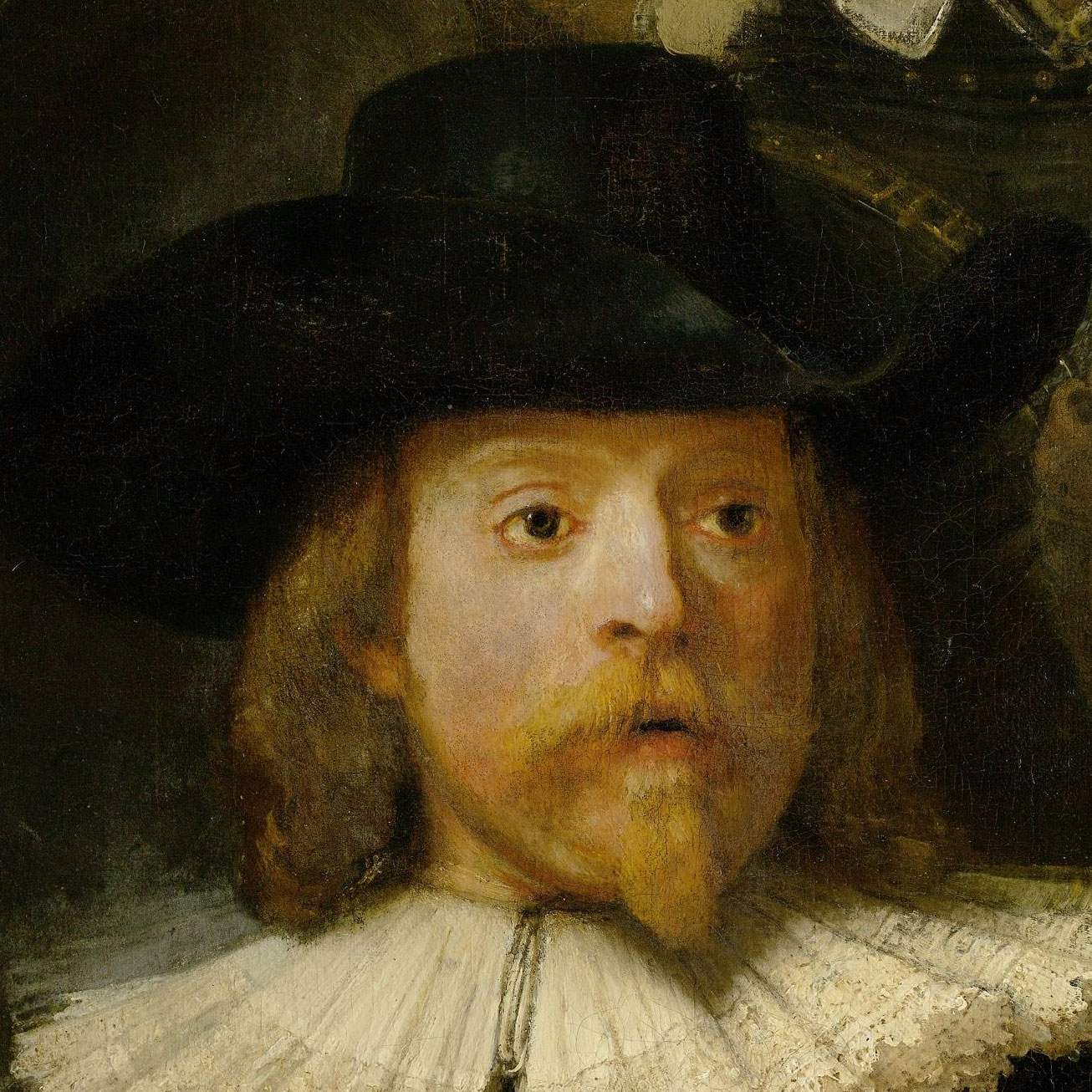
Frans Banning Cocq.
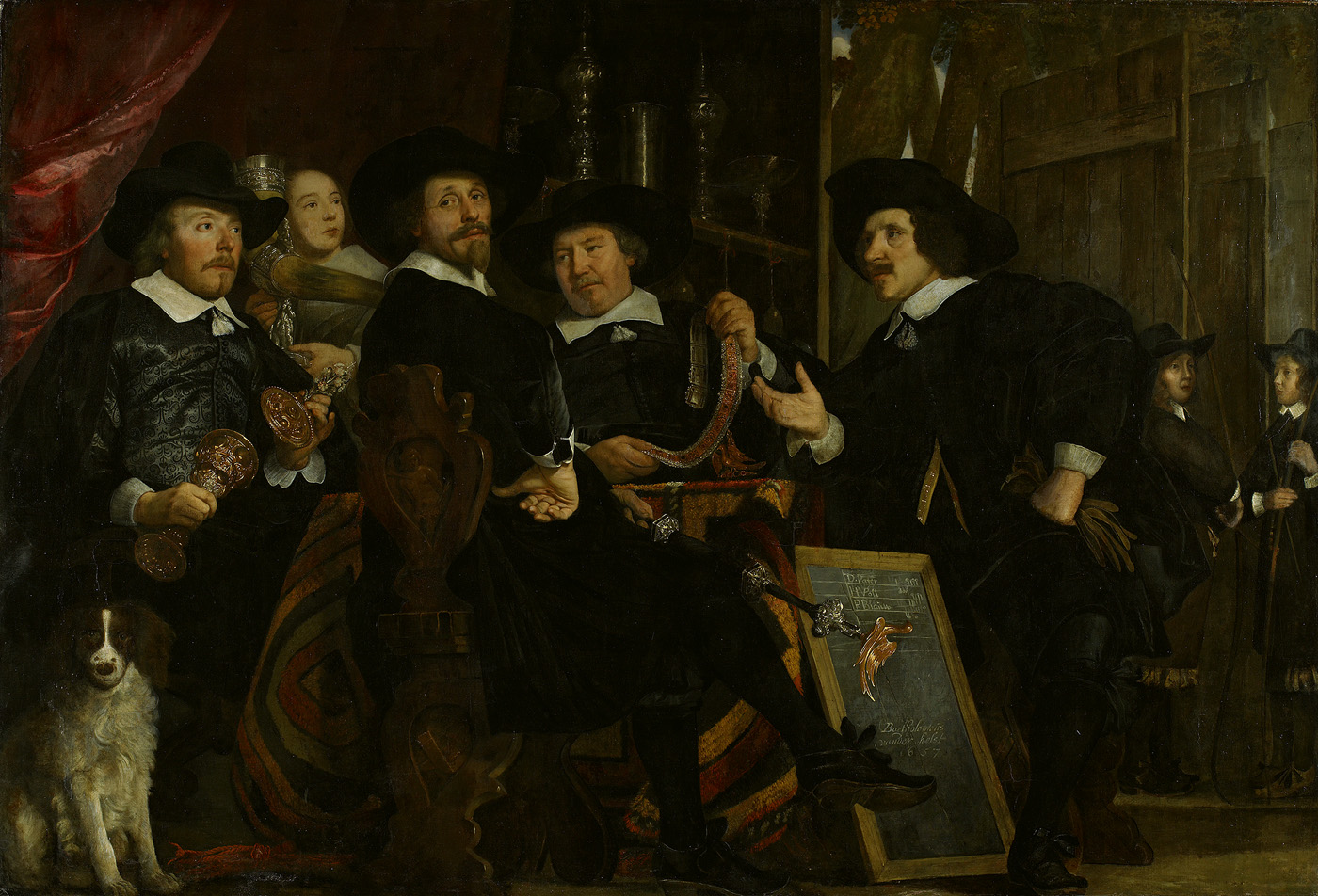
Bartholomeus van der Helst, Les Chefs de la guilde des archers, Frans Banninck Cocq est à gauche, avec la coupe de cérémonie, 1653, musée d'Amsterdam.

## Jan Ockersen
Jan Ockersen est baptisé le 22 janvier 1599 à l'Oude Kerk. Il est le fils du marchand de tissus Ocker Jansz. (1554-1623) et de sa femme Heijlken Goverts (1566-1617). Le 7 décembre 1621, il épouse Wijntje Cornelis Braber († 1664) originaire de Rotterdam dans l'église Saint-Bavon de Haarlem. Le couple a dix enfants, dont trois meurent en bas âge, et vit à Nieuwendijk 181. Comme son père, Jan Ockersen devient drapier et occupe à plusieurs reprises des postes importants dans la guilde des drapiers. De 1634 à 1636, en 1640, 1641, 1643, 1644, 1647 et 1649, il est inspecteur des poids et mesures et en 1638, 1639, 1644 à 1646, 1648 et 1651, chef de la guilde des drapiers. De 1650 à 1652, il est lieutenant de la milice d'Amsterdam du district XXI. Il est inhumé à l'Oude Kerk le 19 mars 1652. Le peintre Jan Adriaensz. Ockers (1584-1653) est son cousin.
La famille de Jan Ockersen a acquis une certaine notoriété du fait de l'implication de la sœur de sa grand-mère dans le saccage de l'Oude Kerk pendant la Furie iconoclaste. Le 23 août 1566, sa femme de chambre, Trijn Hendricksdr., - selon les aveux extorqués sous la torture - enlève des chandeliers, décroche des rideaux et aide à retirer les statues de leurs piédestaux dans la chapelle de saint Sébastien. Pendant ce temps, Weijn Adriaen Ockersdr, également connu sous le nom de Lange Weijn, jette une chaussure sur l’image de la Vierge Marie, suscitant un tel émoi que des générations plus tard, son geste est représenté par des artistes comme symbole de l’iconoclasme. En 1567, Ferdinand Alvare de Tolède est envoyé aux Pays-Bas par Philippe II (roi d'Espagne) pour mettre fin aux troubles, rétablir la domination de l’Église catholique et punir les responsables de l’iconoclasme. En mars 1568, Weijn Adriaen Ockersdr. est arrêtée, interrogée sous la torture, condamnée à mort et noyée dans un tonneau de vin sur la place du Dam le 22 juin 1568 .

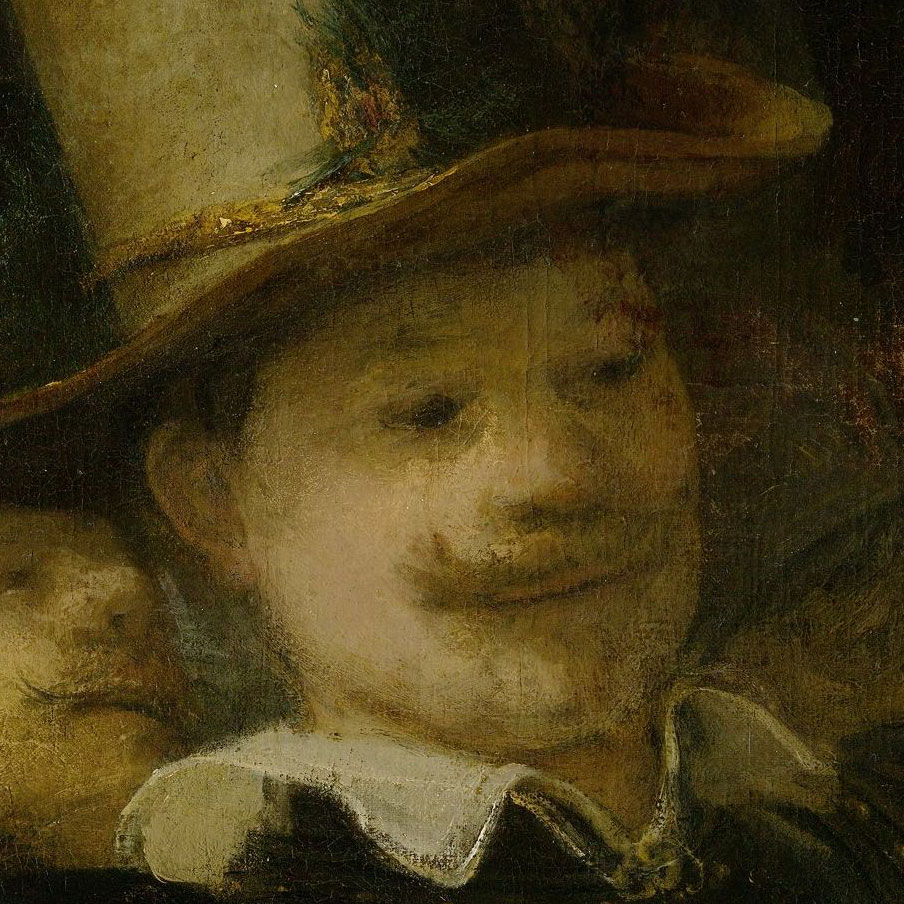
Jan Ockersen.
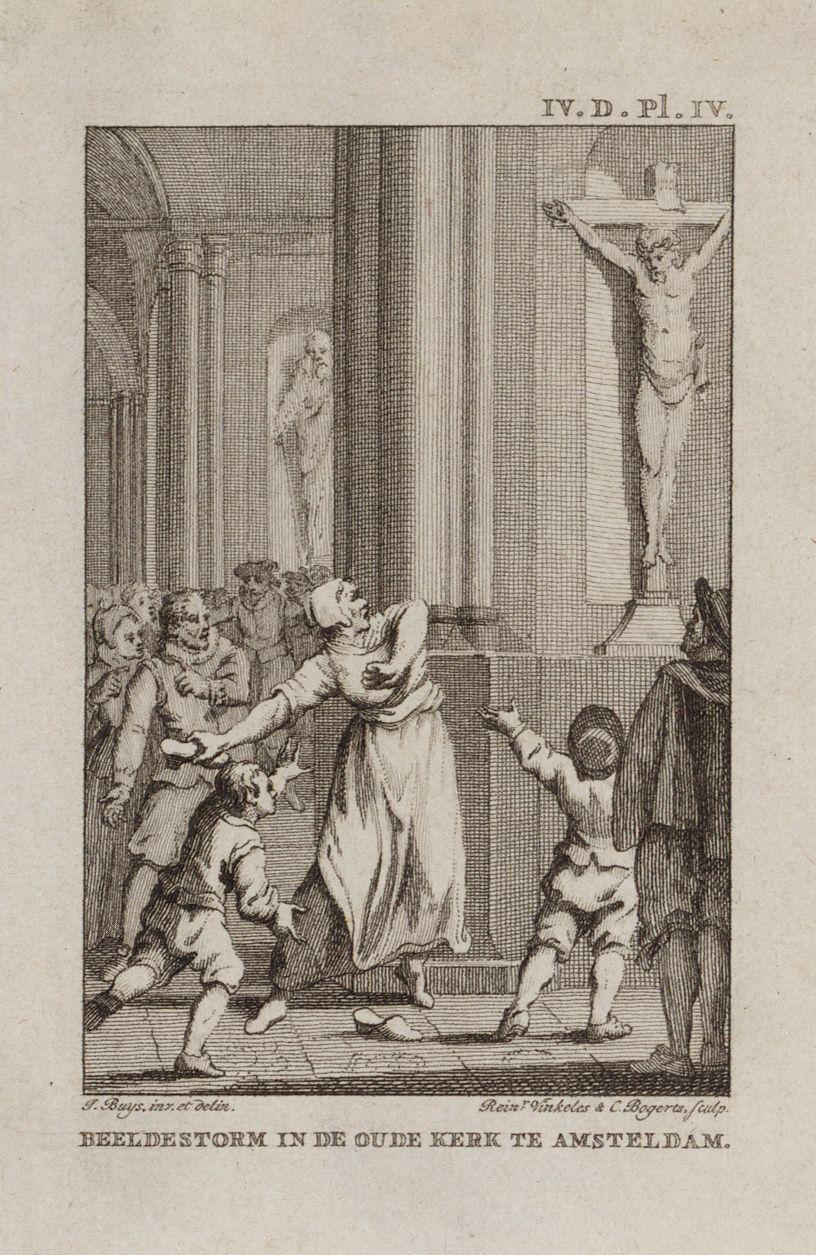
Reinier Vinkeles et Cornelis Bogerts, L'Iconoclasme dans l'Oude Kerk à Amsterdam, gravure d'après Jacobus Buys, v. 1790.

## Jan Adriaensz. Keijser

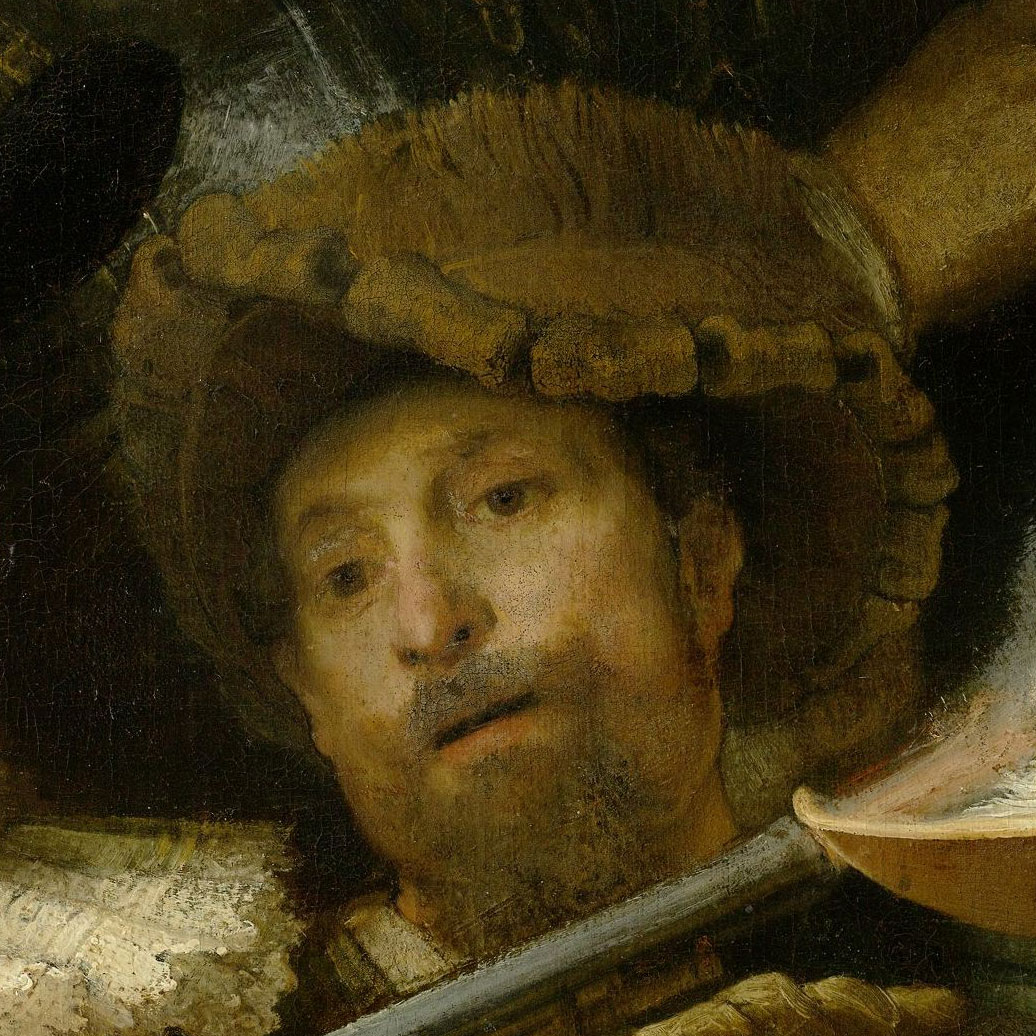
Jan Adriaensz. Keijser

Jan Adriaensz. Keijser est baptisé le 4 décembre 1594 à l'Oude Kerk. Ses parents sont le tailleur de pierre de Gand Adriaen Lourensz (1568-vers 1604) et Giertje Jans Keijser (1567-après 1631). Il se marie le 20 octobre 1615 à l'Oude Kerk avec Anna Garniers (1598-1678). Le couple a au moins sept enfants, dont quatre meurent en bas âge. À partir de 1615, Jan Adriaensz. Keijser travaille dans le commerce du vin, d'abord en tant qu'assistant d'un négociant en vins, puis en tant que négociant en vins indépendant. De 1625 à 1659, il est membre de la corporation des marchands de vin. En 1632, il est documenté comme marchand. Il sert pendant une période indéterminée en tant que maître d'armes dans la compagnie des arquebusiers du district II. Il tire un profit personnel de ses contacts au sein de la guilde des arquebusiers. De 1654 à 1664, il est sommelier au Handboogsdoelen, le club de tir de la guilde. Il succède à ce poste à Catharina de Wolf, décédée en décembre 1653 et qui, dans le tableau  Les Chefs de la guilde des archers, sert le vin. Le poste était occupé par un bourgmestre, en l'occurrence son ancien capitaine, Frans Banninck Cocq. Jan Adriaensz. Keijser est un oncle du peintre de genre Gabriel Metsu, fils de sa belle-sœur Jacquemijntje Garniers (1590-1651), et est le témoin de son neveu le 12 avril 1658, lors de son mariage avec Isabella Wolff. Il est inhumé à la Nieuwe Kerk le 31 janvier 1664. Son fils Johannes Keijser (1629-1685) devient également marchand de vins et peut emménager dans sa propre maison au Herengracht 144 en 1670.

## Walich Schellingwou
Walich Schellingwou est baptisé le 21 mars 1613 à l'Oude Kerk. Il est le fils du marchand de tissus Jan Theunisz. Schellingwou (1579-1657) et de sa femme Duijfje Walichs (1580-1624). Les membres de la famille Walich sont actifs comme drapiers sur le Nieuwendijk depuis quatre-vingts ans et, entre 1583 et 1627, ils sont l'un des chefs de la guilde des drapiers presque chaque année. Le père occupe également pendant de nombreuses années des fonctions importantes dans la corporation des drapiers : de 1606 à 1625, il est sept fois inspecteur des poids et mesures et, entre 1609 et 1627, onze fois chef de la corporation. Il est membre des Fusiliers et devint écoutète de sa compagnie en 1626. Walich Schellingwou exerce le métier de négociant en vin et se marie le 1er mai 1641 à la Nieuwe Kerk avec Margarieta Backers (1618-1687). Le couple a cinq fils, dont l'un meurt en bas âge. Ils vivent d'abord à Nieuwendijk 198 (la maison existe toujours aujourd'hui), et en 1645, emménagent dans deux maisons à Herengracht 181 et 183. Comme il n'y a pas assez d'espace pour le stockage du vin, Schellingwou loue dans la maison en face, au Herengracht 166, des salles du sous-sol à son camarade Herman Jacobsz. Wormskerck..
Walich Schellingwou est inhumé dans la chapelle de Marie de l'Oude Kerk le 5 juillet 1653. L'inventaire de sa succession comprend un portrait de famille avec quatre ou cinq fils et deux portraits de grand format de Schellingwou et de sa femme. Les peintures restent d'abord en possession de la famille, puis se retrouvent sur le marché de l'art. Le tableau de la famille et le portrait de Margarieta Backer ont disparu, le Portrait de Walich Schellingwou est entré dans la collection Louis-Antoine Crozat et avec elle, au musée de l'Ermitage de Saint-Pétersbourg. Le portrait est probablement un portrait de mariage de 1641. À l'époque il porte la signature fausse de Rembrandt ; le peintre est inconnu. Le peintre Bartholomeus Breenbergh, qui a épousé la cousine de Walich Rebecca Schellingwouw en 1633 et dont les portraits de mariage sont peints par Jacob Adriaensz Backer, figure également sur la liste des créanciers.

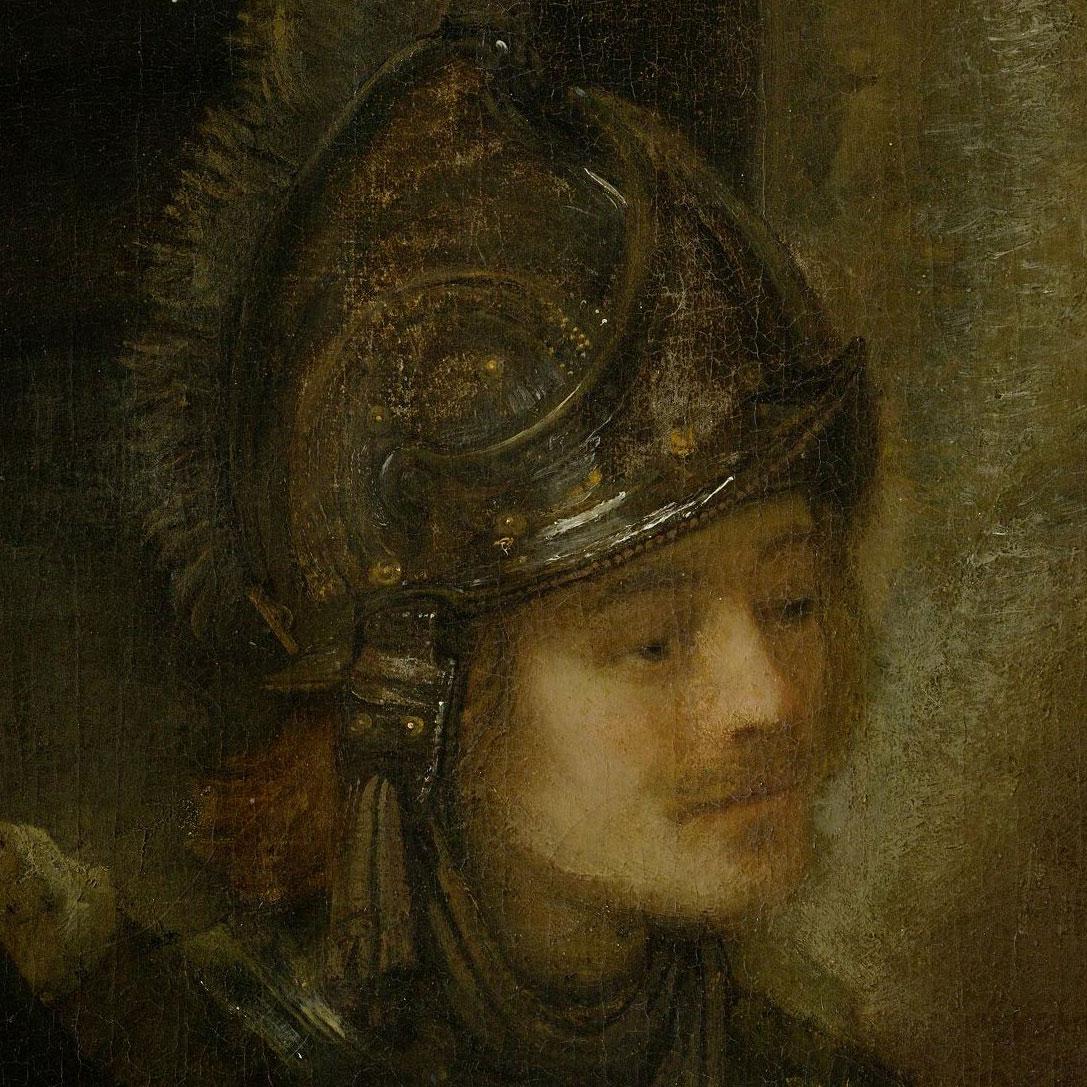
Walich Schellingwou.
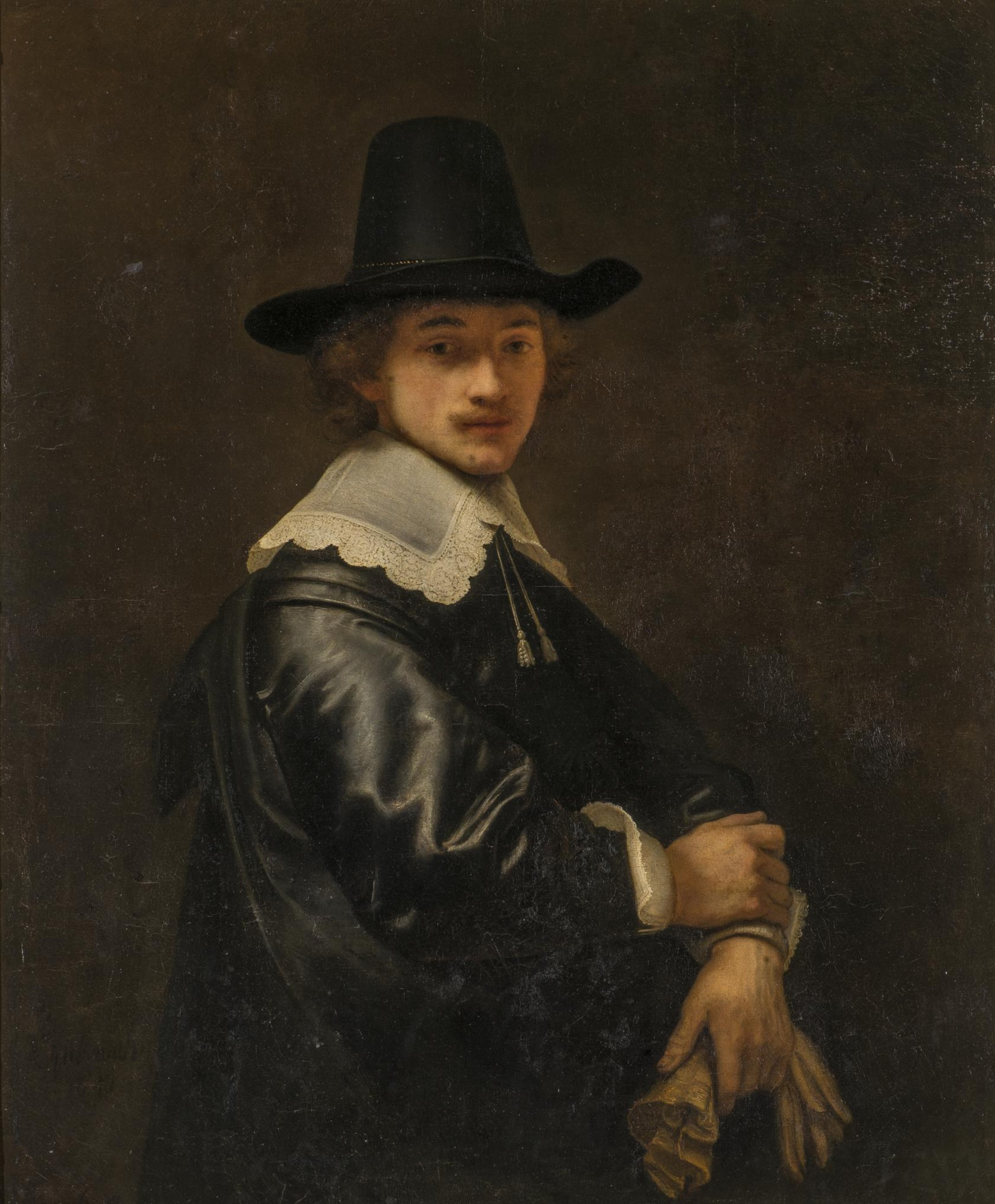
Peintre inconnu, Portrait de Walich Schellingwou, 1641, huile sur toile, musée de l'Ermitage, Saint-Pétersbourg.

## Willem van Ruytenburgh

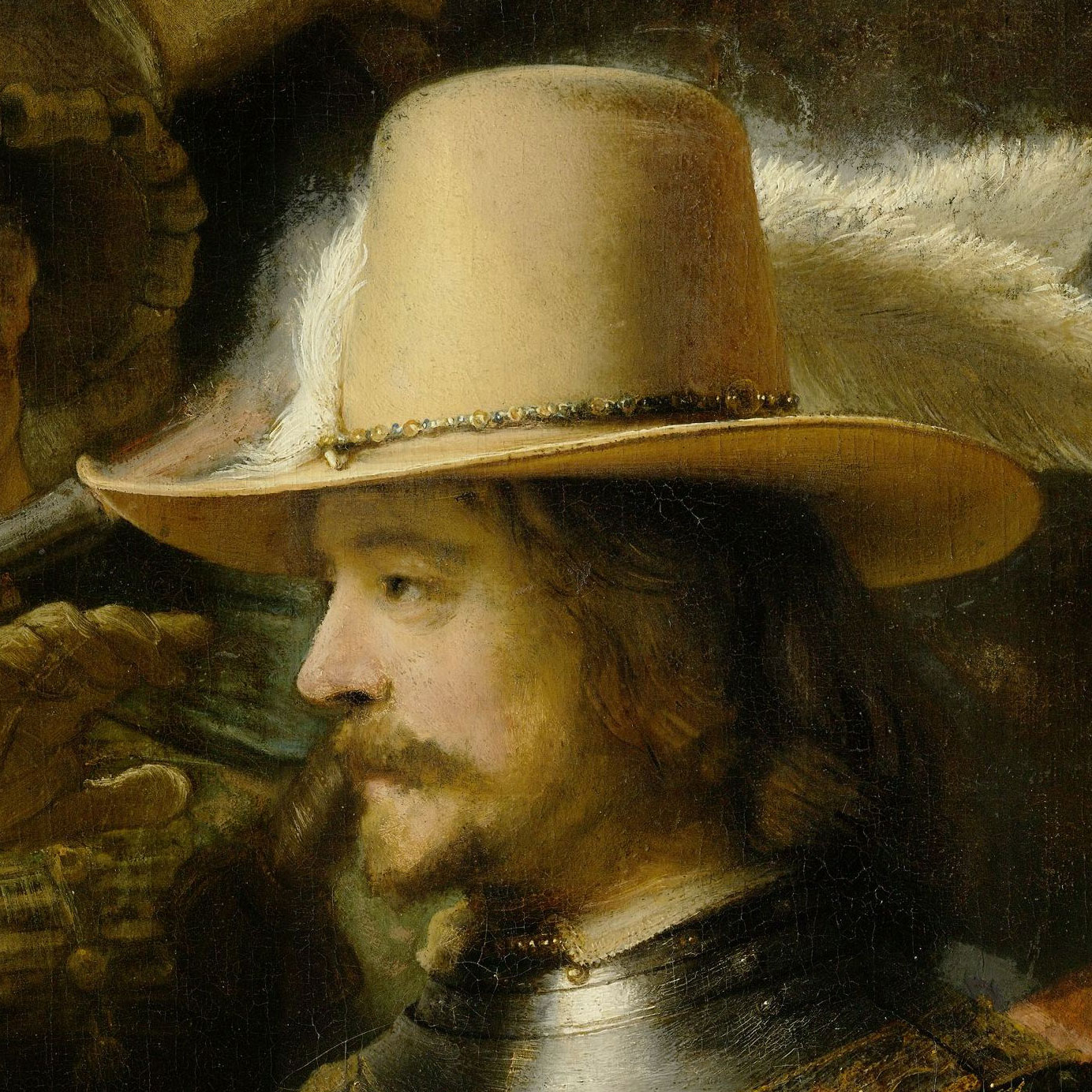
Willem van Ruytenburgh van Vlaardingen.

Le lieutenant Willem van Ruytenburgh van Vlaardingen, heer de Vlaardingen, Vlaardingerambacht, Babberspolder, Nieuwenhoorn, Nieuwe Goote, Ouden Nieuw-Kraeyertspolder et Brielse Nieuweland (à partir de 1627), est baptisé le 3 août 1600 à l'Oude Kerk à Amsterdam. Il est le fils de Pieter Gerritsz. (1562-1627) et d'Aeltje Pieters (1561-avant 1626). Au moment de la naissance de Willem, les membres de la famille ont des noms civils simples ; son père fait le commerce des épices et autres produits coloniaux à Amsterdam. De 1616 à 1627, il est membre de la commission pour le bien-être des orphelins à Amsterdam. La maison d'enfance de Willem est la dernière maison de la Warmoesstraat sur la place du Dam, une adresse prestigieuse à l'époque. La maison est mentionnée pour la première fois dans des documents en 1402 et s'appelait Ruytenburch en 1538, lorsqu'elle appartenait à l'arrière-grand-père de Willem. Elle a été démolie au début du XXe siècle. En 1606, la famille déménage dans une maison nouvellement construite à Oudezijds Achterburgwal 45/47, qu'ils appellent à son tour Ruytenburch. Pieter Gerritsz. ajoute alors à son nom Ruytenburch, ou même van Ruytenburch, pour lui donner une sonorité distinguée.
Au cours d'une trêve de douze ans, de 1609 à 1621, qui interrompit la guerre de Quatre-Vingts Ans, de nombreux propriétaires terriens, dont beaucoup de nobles des provinces du sud, se séparent de leurs terres du nord. Les acheteurs potentiels sont les riches citoyens d'Amsterdam et d'autres villes. Pieter Gerritsz. van Ruytenburch achète des propriétés, telles que Vlaardingen et Vlaardinger-Ambacht, à Charles d'Arenberg en 1611, le domaine Ter Horst près de Voorschoten à Lamoral Ier de Ligne en 1615 et Heemstede en 1620. Comme heer de Vlaaringen, Pieter Gerritsz. y possède une maison de représentation. Pour imiter les noms des nobles, Willem se fait appeler Wilhelm van Ruytenburch van Vlaaringen, tout comme la fille de Volkert Overlander, Maria Overlander, signe son contrat de mariage avec Frans Banninck Cocq en 1630 sous le nom de Maria Overlander van Purmerland. Mais cela ne suffit pas à Wilhelm van Ruytenburgh : en 1632, il obtient la confirmation d'un sexagénaire qu'il descend de la noble famille van Ruytenburch de Budel dans la région de Campine du duché de Brabant. La famille a fui la persécution religieuse à Amsterdam et leur armoirie familiale montre trois merles. Sur la base de cette fausse déclaration, van Ruytenburgh crée ses nouvelles armoiries familiales, qui montrent les trois merles, un château, des diamants (tous deux des symboles familiaux) et le lion des armoiries des Vlaardingen.
Willem van Ruytenburgh pratique le droit et occupe un certain nombre de postes mineurs au sein du gouvernement de la ville d'Amsterdam. De 1639 à 1652, il est conseiller, en 1641, juge laïc, et en 1642, 1643 et 1646, membre de la commission des affaires matrimoniales. Le 1er février 1639, il rejoint la compagnie de arquebusiers du district II en tant que lieutenant. De 1646 à 1647, il est capitaine de la compagnie, succédant à Frans Banninck Cocq. Il se voit refuser toute nouvelle promotion, car il ne descend pas d'une des principales familles patriciennes, ni par son père ni par sa mère. Il se marie le 17 février 1626 dans la Nieuwe Kerk d'Amsterdam avec Alida Jonckheyn (1609-1678). Le couple vit au Herengracht 196-196, dans la Blauwe Huis, et a onze enfants, dont six parviennent à l'âge adulte. Après la mort de son père, van Ruytenburgh est souvent sur son domaine pour en superviser l'administration. À partir du début des années 1630, il a également une résidence à La Haye, peut-être avec son beau-frère Adriaan Pauw. Après avoir pris sa retraite de la milice et de l'administration de la ville d'Amsterdam, il ne vit qu'à La Haye et à Vlaardingen à partir de 1647. Il meurt à La Haye ou Vlaardingen en 1652.

## Jan Claesz. Leijdeckers

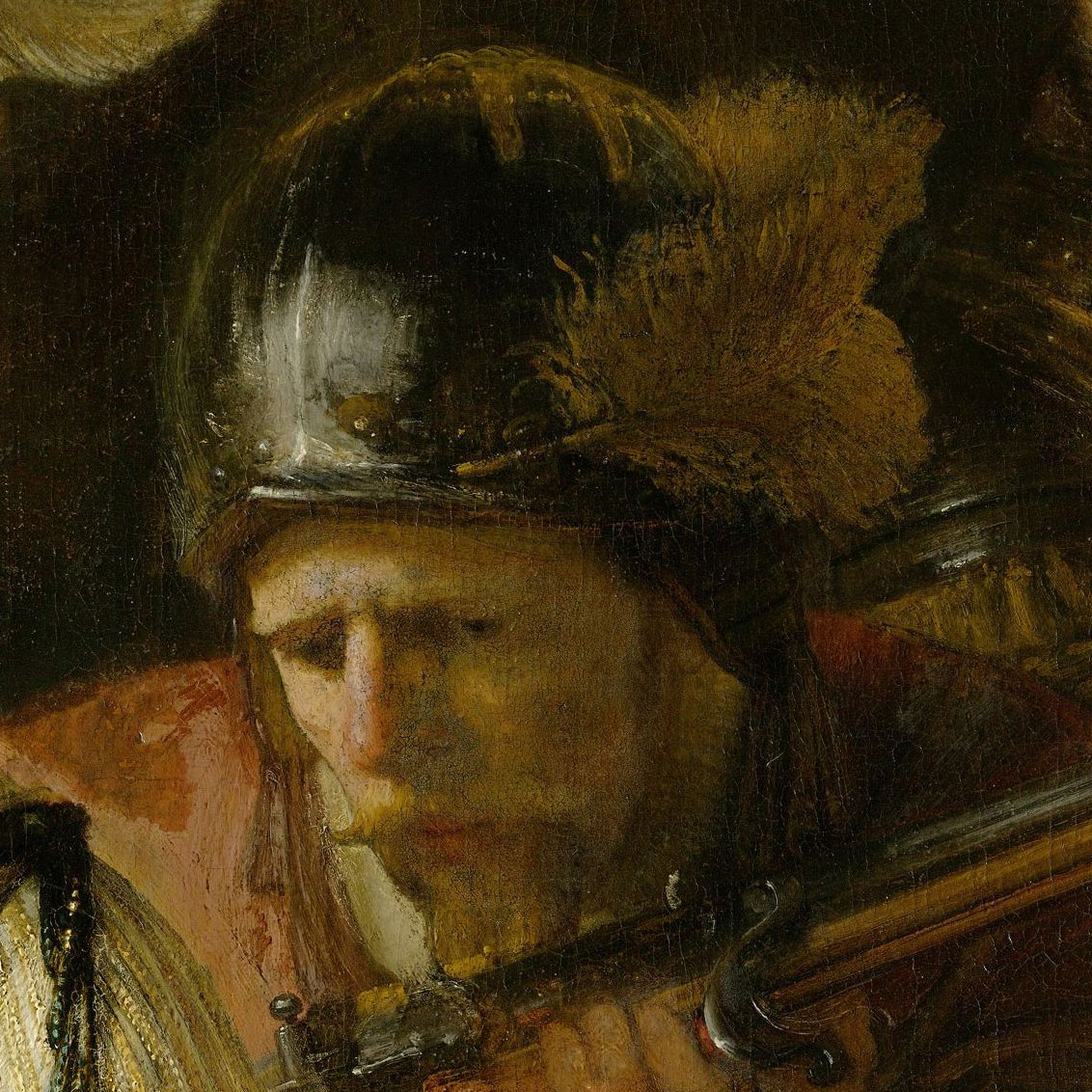
Jan Claesz. Leijdeckers.

Jan Claesz. Leijdeckers est baptisé le 20 mai 1597 à l'Oude Kerk. Il est le fils du cordonnier Claes Garbrandtsz. (1566-1602) et sa femme Marie Willems († 1606). Jan Claesz. Leijdeckers tient une boutique et est marchand, peut-être comme son frère drapier. Il se marie le 10 avril 1622 dans la Nieuwe Kerk avec Maria Pieters van der Males (1603-1641) ; ils ont deux enfants. Le couple vit à Damrak 81. Les détails de la nature des affaires de Leijdecker ne sont pas connus, mais la situation économique de la famille n'est pas bonne ; Jan Claesz. Leijdeckers emprunte fréquemment de l'argent et est lourdement endetté. Il est inhumé dans la Nieuwe Kerk le 27 décembre 1640, bien avant l'achèvement de La Ronde de Nuit. Son portrait a donc probablement été peint d'après une estampe de Jacob De Gheyn le Jeune. Quelques jours plus tard, sa veuve vend l'entreprise, y compris tous les agencements et effets personnels, pour rembourser les dettes de son mari. Elle-même meurt quelques mois plus tard et les tuteurs des deux enfants assurent à la Commission pour le bien-être des orphelins qu'ils déposeront les biens restants après le service de la dette. Il n'y a eu aucun dépôt d'actifs.
Les frères Jan et Willem Claesz. Leijdeckers sont le 22 août 1621 les témoins au baptême de leur neveu Gerbrand van den Eeckhout, fils de leur sœur Grietje Claes Leijdeckers (1586-1631) et de l'orfèvre Jan Petersz. van den Eeckhout (1584-1652). Gerbrand van den Eeckhout est un élève de Rembrandt, probablement d'environ 1635 à 1640-1641. En 1655, il devient sergent dans le district XXV de la milice d'Amsterdam.

## Barent Hermansz. Bolhamer

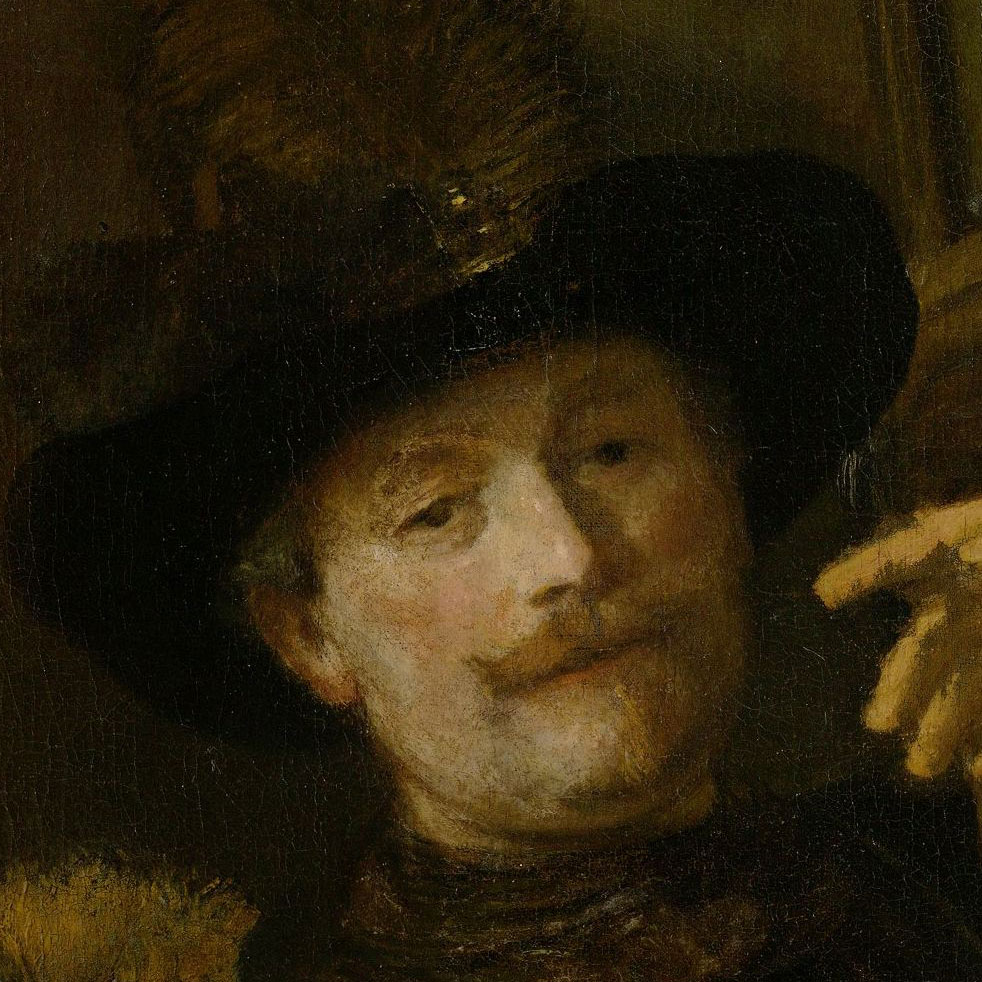
Barent Hermansz. Bolhamer.

Né à Amsterdam en 1589 et premier de trois enfants, Barent Hermansz. Bolhamer ou Bernardus Bolhamer est issu d'une famille catholique. Il est le fils du menuisier Herman Cornelisz. (1558-avant 1611) et de sa femme Trijn Barents (1563-1626), qui vivent enfants dans des maisons voisines à Nieuwezijds Voorburgwal 63 et 61. Barent Hermansz. Bolhamer travaille comme épicier et vit de 1616 à 1635 avec sa sœur Aeltje dans une maison achetée au Nieuwezijds Voorburgwal, puis au Singel 155, près du Jan Roodenpoortstoren. Ni mariage ni exercice de fonctions publiques ne sont documentés.
Barent Hermansz. Bolhamer est inhumé dans la Nieuwe Kerk le 23 juillet 1661. Selon les archives, son héritière est Alida Bolhamer (vers 1616-1667), peut-être une fille illégitime. Elle se marie le 25 février 1667, à l’âge de cinquante ans, au marchand de beurre Jan Cornelisz. van Kempen (1632-1691) et est inhumée dans la Nieuwe Kerk le 6 septembre 1667. Il existe des spéculations selon lesquelles Alida Bolhamer est en fait la sœur de Barent Hermansz. Bolhamers, Aeltje, née en 1598, qui pourrait être la dernière survivante de la famille catholique qui protège ses biens des infidèles avec ce mariage arrangé.

## Rombout Kemp

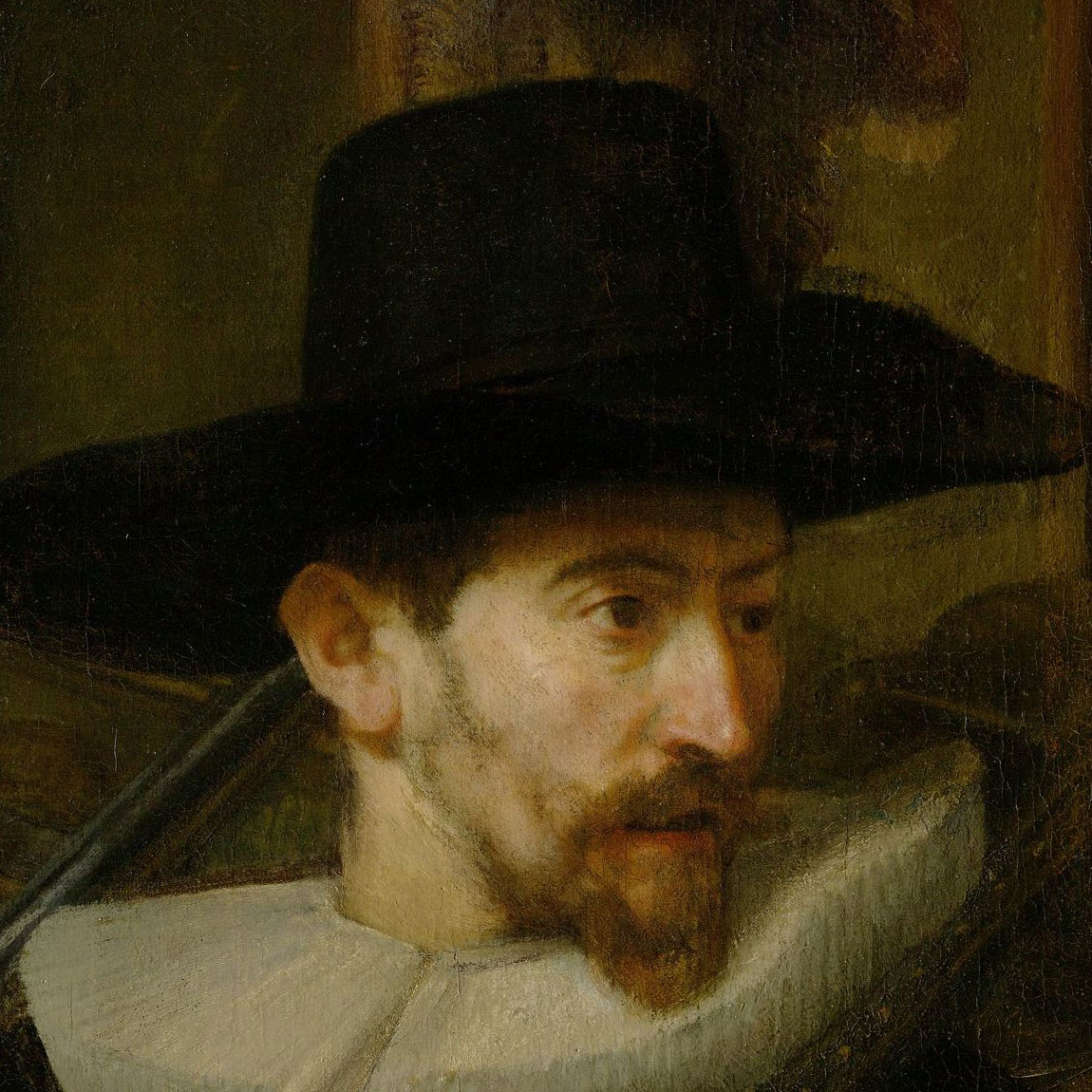
Rombout Kemp.

Le sergent Rombout Kemp est baptisé le 4 janvier 1597 à l'Oude Kerk d'Amsterdam. Ses parents sont le marchand de tissus Aert Kemp (1559-1620), qui est diacre de sa congrégation de l'Église réformée en 1598, 1602 et 1606, et Clara Jacobs (1571-après 1641). Il grandit avec huit frères et sœurs et, comme son père, devient drapier. Il se marie le 20 août 1623 dans la Oude Kerk avec Elsje van Baersdorp (1602-1669) et vit avec elle dans une maison à Nieuwendijk 199. Elsje vient de l'une des principales familles de Leyde et est liée aux familles patriciennes d'Amsterdam par l'intermédiaire de sa mère. Néanmoins, Rombout Kemp n'atteint pas les fonctions supérieures de l'administration municipale. Comme l'enseigne Visscher, il est considéré comme un homme cultivé et sensible. En 1625 et 1631, il est élu diacre de l'Église réformée. En 1630 et 1635, il est inspecteur des poids et mesures. En 1631, 1633, 1634, 1636, 1637, 1640 et 1641, il est chef de la guilde des drapiers et de 1635 jusqu'à sa mort, l'un des six régents de la Nieuwezijds Huiszittenhuis, une institution d'aide aux pauvres qui donne de la nourriture et de la tourbe aux nécessiteux. Il rejoint la Compagnie des arquebusiers du district II avant 1640 et est promu lieutenant en 1646, succédant à Willem van Ruytenburgh, qui a été promu capitaine. Son fils aîné Artus Kemp (1630-1694) succède à feu Jan Cornelisz. Visscher en 1650, comme enseigne de la compagnie. Rombout Kemp est inhumé dans la Nieuwe Kerk le 27 octobre 1653.

## Jacob Jorisz.

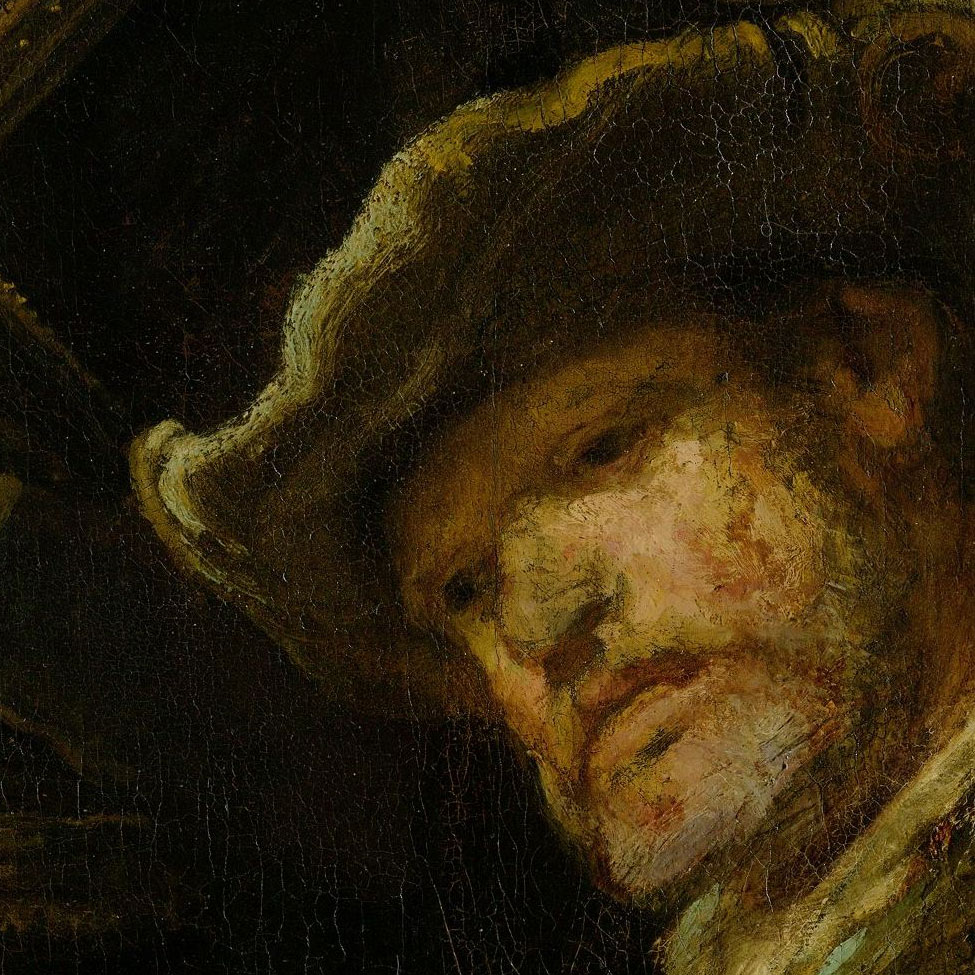
Jacob Jorisz.

Le tambour Jacob Jorisz, représenté sur le bord droit du tableau, est peu connu ; il est né en 1591 et mort après 1646. Dans une déclaration du 30 juillet 1646 de Jacob Jorisz et de son collègue Josua Jacobsz. du district IX, leur revenu annuel est de 40 florins, plus un petit revenu supplémentaire pour les commandes. Apparemment Jacob Jorisz. n'a pas les moyens de participer au financement de La Ronde de nuit, en conséquence, son nom n'est pas inscrit sur le cartouche des noms .

## Paul Harmensz. Schoonhoven

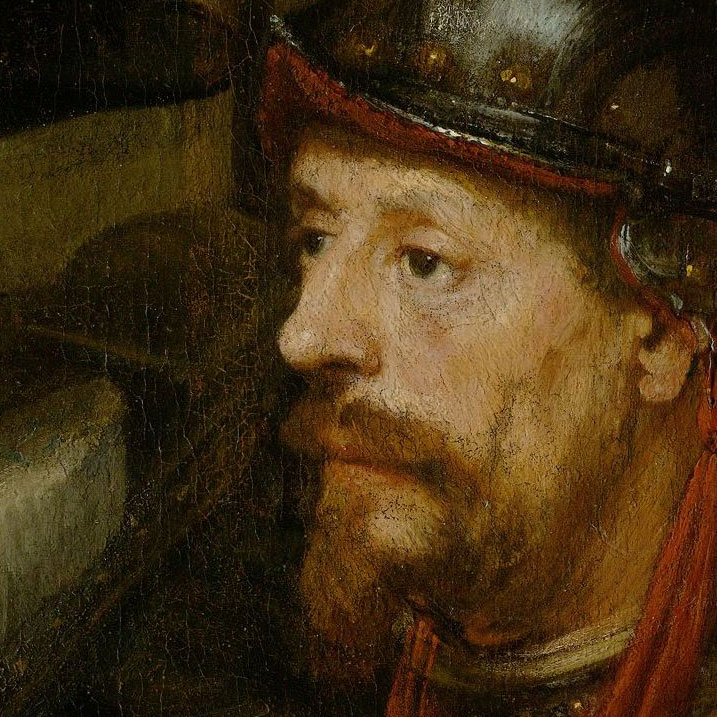
Paul Harmensz. Schoonhoven.

Paul Harmensz. Schoonhoven nait à Goes en 1595. Son père Herman décède après 1623 et sa mère Aeltje Symons après 1640, on ne sait rien de plus à leur sujet. Paulus Schoonhoven se rend à Amsterdam en 1616 pour s'initier au négoce boursier auprès de son oncle, l'agent de change Isaac Florianus (1572-après 1631). Il est admis dans la corporation des agents de change en 1623 et exerce le métier pendant un demi-siècle. Le 10 septembre 1623, il épouse Hillegont Coenen (1596–1674) dans la Nieuwe Kerk. Le couple a dix enfants, dont au moins quatre meurent en bas âge. La famille vit d'abord dans diverses maisons louées et à partir de 1639, dans leur propre maison au Singel 97, à proximité immédiate du peintre Claes Cornelisz. Moeyaert qui habite au Singel 95. Moeyaert doit également être mousquetaire dans le district II, mais il n'est pas représenté dans La Ronde de nuit. Son fils aîné, Harman Schoonhoven (1626-1678), rejoint également le domaine de la finance en 1646. Paul Harmensz. Schoonhoven meurt le 8 juillet 1679 à Amsterdam et est inhumé dans la Nieuwe Kerk le 12 juillet.